# Johannes Richter (Pädagoge)
Franz Georg Johannes Richter (* 20. März 1882 in Dresden; † 29. Januar 1944 in Frankfurt am Main) war ein deutscher Pädagoge und Hochschullehrer an der Universität Leipzig.

## Leben
Richter war nach der Ausbildung in Dresden-Friedrichstadt Volksschullehrer mit einer sehr guten Abschlussnote, die ihn zum Studium berechtigte. Ab 1905 bis 1909 studierte er Philosophie, Pädagogik, Germanistik, Geschichte und Religion in Leipzig. Er wurde Mitglied der Burschenschaft Suevia Leipzig im ADB. 1909 promovierte er dort zum Dr. phil. in Pädagogik (Thema: Die Entwicklung des kunsterzieherischen Gedankens als Kulturproblem der Gegenwart). Darin sah er die Kunsterziehungsbewegung vor der Aufgabe, durch eine umfassende Ästhetisierung des Lebens den gesellschaftlichen Fortschritt nachzuvollziehen.
Im Oktober 1918 trat Richter der Freimaurerloge Minerva zu den drei Palmen bei. Von 1919 bis 1924 gehörte er der liberaldemokratischen DDP an. 1924 wurde er zum Direktor des neuen Pädagogischen Instituts in Leipzig ernannt und erhielt die Amtsbezeichnung eines Professors. 1928 bis 1933 war er ordentlicher Honorarprofessor für Didaktik an der Philologisch-Historischen Abteilung der Philosophischen Fakultät der Universität Leipzig. 1933 wurde er nach Paragraph 4 des Gesetzes zur Wiederherstellung des Berufsbeamtentums aufgrund seiner Mitgliedschaft in der DDP und seiner Logenzugehörigkeit entlassen. 1934 übersiedelte er nach Frankfurt am Main, wo er und seine Frau 1944 bei einem Bombenangriff ums Leben kamen. 

## Schriften
- Die Entwicklung des kunsterzieherischen Gedankens. Ein Kulturproblem der Gegenwart, Leipzig 1909.
- Bildende Kunst und Vergeistigung der Erziehungsarbeit, Leipzig 1916.
- Demokratie als Staatsgesinnung (= Flugschriften aus der Deutschen Demokratischen Partei, 2), Leipzig 1919.
- mit Richard Seyfert (Hrsg.): Gesetzliche Grundlagen und Studienordnung der akademischen Lehrerbildung im Freistaat Sachsen, Leipzig 1925.

## Einzelbelege
1. ↑  Georg Schwartzer (Hrsg.): Adreßbuch des Allgemeinen Deutschen Burschenbundes. Stand vom 1. August 1919, Max Schlutius, Magdeburg 1919, S. 69
2. ↑  Ehrenhard Skiera: Reformpädagogik in Geschichte und Gegenwart: Eine kritische Einführung, München 2010, S. 161

| Personendaten    | Personendaten                                                     |
| ---------------- | ----------------------------------------------------------------- |
| NAME             | Richter, Johannes                                                 |
| ALTERNATIVNAMEN  | Richter, Franz Georg Johannes (vollständiger Name)                |
| KURZBESCHREIBUNG | deutscher Pädagoge und Hochschullehrer an der Universität Leipzig |
| GEBURTSDATUM     | 20. März 1882                                                     |
| GEBURTSORT       | Dresden                                                           |
| STERBEDATUM      | 29. Januar 1944                                                   |
| STERBEORT        | Frankfurt am Main                                                 |